# Evil Metal
Evil Metal è il primo EP dei Death SS, pubblicato nel 1983. Avrebbe dovuto trattarsi della prima pubblicazione del gruppo, ma il disco venne ritirato quasi immediatamente dalla distribuzione, a causa di problemi riscontrati durante la riproduzione dei brani, forse per via di un'errata masterizzazione. Per questa ragione, poche copie vennero regolarmente distribuite e la casa discografica, in seguito, segnalò l'esistenza diffusa di falsi, creati imitando i pochi esemplari in circolazione.
I brani ricomparvero poi nella raccolta The Story of Death SS 1977-1984 del 1987. Inquisitor venne nuovamente registrato per l'album Heavy Demons del 1991, realizzato però da una formazione del tutto differente, che non comprendeva più nessuno dei musicisti presenti nell'EP.

## Tracce
1. Chains of Death - 6:19
2. Inquisitor - 3:42
3. Schizophrenic - 3:25

## Formazione
- Sanctis Ghoram - voce in Chains of Death e Inquisitor
- Paul Chain - chitarra, tastiere, cori; voce in Schizophrenic
- Claud Galley - basso
- Thomas Hand Chaste - batteria

### Ospiti
- Gilas - cori in Inquisitor, intervento parlato in  Schizophrenic